# La dinámica de lo inconsciente
La dinámica de lo inconsciente (en alemán Die Dynamik des Unbewußten) es un conjunto de obras de Carl Gustav Jung incluidas en el octavo volumen de su Obra completa.

## Contenido
Los escritos que componen este volumen de la Obra completa son de importancia y extensión diversas, fechados entre 1916 y 1954.
Algunos de ellos, como La función transcendente, escrita en 1916 y publicada originalmente en 1957, o Instinto e inconsciente, de 1919, donde se menciona por primera vez «arquetipo», tienen interés histórico.
La estructura del alma (1927) ofrece una imagen de los diferentes niveles de la psique —consciencia, inconsciente personal y colectivo— y sus distintos contenidos en interacción compensatoria a lo largo del ciclo vital. Ciclo descrito en términos generales en Espíritu y vida (1926), El punto de inflexión de la vida (1930) y Alma y muerte (1934).
La dinámica biográfica puede entenderse como una relación más o menos agónica del yo, esto es, la consciencia, con la psique objetiva, autónoma, expresada en los instintos —El significado de la constitución y la herencia para la psicología (1929) y Determinantes psicológicos del comportamiento humano (1937) además de Instinto e inconsciente—, los sueños —Puntos de vista generales acerca de la psicología de los sueños (1916) y De la esencia del sueño (1945)— y los complejos —Los fundamentos psicológicos de la creencia en los espíritus (1920) y Consideraciones generales sobre la teoría de los complejos (1934)—.
Respecto al contexto histórico en que se desenvuelve toda biografía, se encuentran en este volumen algunos artículos de temática cultural —Psicología analítica y cosmovisión (1927), El problema fundamental de la psicología actual (1931) y Realidad y suprarrealidad (1933)—.
Del conjunto sobresalen tres escritos, no sólo exposición de su psicología sino una reflexión epistemológica, referida tanto a la problemática de la psicología como ciencia y a la dificultad de describir la psique como hecho natural, no exclusivamente social o cultural, cuanto a la modificación en la teoría del conocimiento a que obliga la introducción de la noción de inconsciente como psique objetiva:
1. El primero es el texto que abre esta selección, Energética del alma, fechado en 1928, antes de la aparición del concepto de «sí-mismo».
2. El segundo, Consideraciones teóricas acerca de la esencia de lo psíquico, es la revisión de 1954 del publicado en 1947 con el título de El espíritu de la psicología, iniciada su etapa alquímica.
3. Por último, Sincronicidad como principio de conexiones acausales, publicado junto al texto del físico Wolfgang Pauli La influencia de las ideas arquetípicas en las teorías científicas de Kepler en 1952, cuando Jung se acerca a sus ochenta años.[2]

## Índice
1. Sobre la energética del alma (1928)
2. La función transcendente [1916] (1957)
3. Consideraciones generales sobre la teoría de los complejos (1934)
4. El significado de la constitución y la herencia para la psicología (1929)
5. Determinantes psicológicos del comportamiento humano (1936/1942)
6. Instinto e inconsciente (1919/1928)
7. La estructura del alma (1927/1931)
8. Consideraciones teóricas acerca de la esencia de lo psíquico (1947/1954)
9. Puntos de vista generales acerca de la psicología de los sueños (1916/1948)
10. De la esencia de los sueños (1945/1948)
11. Los fundamentos psicológicos de la creencia en los espíritus (1920/1948)
12. Espíritu y vida (1926)
13. El problema fundamental de la psicología actual (1931)
14. Psicología analítica y cosmovisión (1928/1931)
15. Realidad y suprarrealidad (1933)
16. El punto de inflexión de la vida (1930/1931)
17. Alma y muerte (1934)
18. Sincronicidad como principio de conexiones acausales (1952)
19. Sobre sincronicidad (1952)

## Edición en castellano
- Jung, Carl Gustav (2004 [2ª edición, 2ª reimpresión 2022]). Obra completa de Carl Gustav Jung. Volumen 8: La dinámica de lo inconsciente. Traducción Mª Dolores Ábalos. Madrid: Editorial Trotta. ISBN 978-84-8164-586-6/ ISBN 978-84-8164-587-3.